# Hamnigan
Les Hamnigan ou Khamnigan (mongol : ᠬᠠᠮᠨᠢᠭᠠᠨ, VPMC : qamniɣan, cyrillique : Хамниган, MNS : khamnigan) ou encore Haminigan (chinois : 哈米尼干 ; pinyin : hāmǐnígān), sont un groupe ethnique de Mongolie-Intérieure, en Chine, classé dans les Evenks en Chine, mais ayant une double origine bouriate et Evenki. Ils sont bilingues et parle l'evenki et un dialecte du bouriate. Le linguiste Juha Janhunen pense que l'affiliation mongole domine sur l'evenki, et ne les inclus pas dans la classification des Evenks de Chine. On en trouve aussi en Sibérie (fédération de Russie) et Mongolie.